# Äggslevmossa
Äggslevmossa (Jungermannia obovata) är en levermossart som beskrevs av Christian Gottfried Daniel Nees von Esenbeck. Äggslevmossa ingår i släktet slevmossor, och familjen Jungermanniaceae. Enligt den finländska rödlistan är arten nära hotad i Finland. Arten är reproducerande i Sverige. Artens livsmiljö är bäckar.